# 國際太空通訊組織
國際太空通訊組織（英語：Intersputnik International Organization of Space Communications，通稱：Intersputnik），1971年11月15日成立於蘇聯時期的莫斯科，始創成員國有另外八個前社會主義國家，包括波蘭、捷克斯洛伐克、東德、匈牙利、羅馬尼亞、保加利亞、蒙古和古巴。創建宗旨為倡導通信衛星的開發和普遍使用，其成立是東方集團針對西方世界国际通信卫星组织的回應。至2008年，國際太空通訊組織已有25個成員國。
國際太空通訊組織本身亦擁有12個人造衛星（共41個轉頻器）。1997年6月，國際太空通訊組織與洛歇馬丁組成了聯營公司，製造了一顆名為LMI 1的衛星。該衛星於2006年售予亞洲廣播衛星公司。

## 成員國
| - 阿富汗 - 白俄羅斯 - 保加利亚 - 柬埔寨 - 古巴 - 捷克 - 匈牙利 - 印度 | - 蒙古国 - 尼加拉瓜 - 波蘭 - 羅馬尼亞 - 俄羅斯 - 叙利亚 - 乌克兰 - 越南 - 葉門 |  |

## 外部連結
- 官方网站
- Agreement on the legal capacity, privileges and immunities, Berlin, 20 September 1976
- satnews.com （页面存档备份，存于）
- english.pravda.ru （页面存档备份，存于）
- un.org （页面存档备份，存于）
- dlr.de